# Jaume Doménech
Jaume Domènech Sánchez (Almenara, Castellón, 5 de noviembre de 1990) es un futbolista español que juega como portero y se encuentra sin equipo.

## Trayectoria

### Inicios
Su primer entrenador fue el exdelantero José Vicente Forment en la U. D. Almenara, y luego pasó a las categorías inferiores del Villarreal Club de Fútbol. Estuvo en el equipo Juvenil A, luego cedido al C.D. Onda y finalmente jugó en el Villarreal "C" y alguna participación en el Villarreal "B".
En 2012 deja el Villarreal y ficha por el C.D. El Palo, de la Tercera División malagueña. El equipo no conoció la derrota mientras Jaume defendió la portería en la primera parte de la temporada 2012/13, 14 partidos consecutivos, pero en el mercado invernal, le llegó la oportunidad de volver a tierras valencianas cuando recibió la llamada del club Huracán Valencia de la Segunda División B. En el equipo valenciano no gozó de todo el protagonismo que le habría gustado, pero el equipo estuvo cerca de ascender de categoría.

### Valencia Mestalla
En verano de 2013 le llegó la llamada del Valencia Mestalla, por petición expresa del que fuera su técnico en el Huracán Valencia y nuevo técnico del filial valencianista, Nico Estévez. Llegó a priori para ser el suplente de Yeray Gómez, pero se hizo rápidamente con la titularidad. Lesiones puntuales de los porteros del primer equipo, Guaita y Alves, hacían que fuese convocado con el primer equipo valencianista pero sin llegar a debutar.
En 2014, con la salida de Guaita, hizo la pretemporada con el primer equipo y dejó unas excelentes sensaciones en técnicos y aficionados, pero el club decidió incorporar a un portero con experiencia en Primera División como Yoel Rodríguez del Celta. Este hecho mantuvo a Jaume como tercer portero del primer equipo, pero disputando los partidos con el Valencia Mestalla en Segunda B. En octubre sufrió una desafortunada lesión que le hizo perder un mes de competición, y luego otro susto a finales de noviembre. Esto provocó que la titularidad pasara a Álex Sánchez, pero poco después recuperó la titularidad ya para todo el último tercio de la temporada.

### Valencia Club de Fútbol

#### Debut y consolidación
El verano de 2015 fue el más decisivo en su carrera, ya que le quedaba un año de contrato con el club, y además por edad (24 años) la normativa le impedía compaginar convocatorias con el primer equipo y jugar partidos con el filial. Tanto el club como Jaume debían tomar una decisión. La grave lesión de Diego Alves en mayo hizo que el club decidiera reforzar la portería con el australiano Ryan, pero aun así el club debía escoger entre Jaume o Yoel. 
El técnico Nuno convenció a Jaume para que no se marchara, a pesar de tener ofertas en Segunda División, y la idea era dar salida a Yoel, pero una inesperada lesión de Ryan hizo que finalmente el Valencia Club de Fútbol se quedara con los tres porteros en el primer equipo para tener guardametas de garantías. 

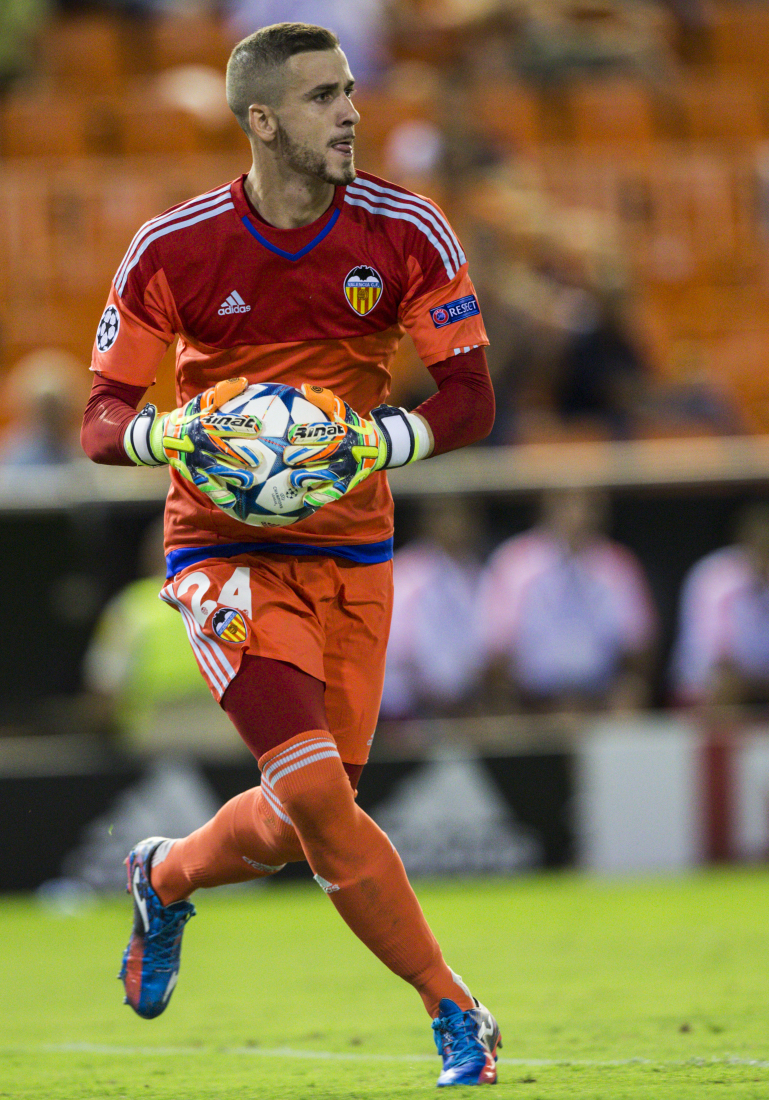
Debutando en Champions

La elección del portero titular fue difícil, porque Nuno debía elegir entre la energía y las ganas de Jaume o la experiencia de Yoel, pero finalmente apostó por Jaume como titular y debutó el 12 de septiembre de 2015 en El Molinón en la 3.ª jornada de Liga. El resultado final fue de victoria valencianista por 0-1 con gol de Paco Alcácer en el minuto 91, y la actuación de Jaume Domènech fue estelar y clave para que el equipo no encajara ningún gol. Justo al día siguiente se anunció oficialmente la renovación del contrato de Jaume con el club, hasta el año 2018 con una cláusula de rescisión de 30 millones de euros, aunque el acuerdo ya estaba cerrado desde que Nuno convenciera al jugador para quedarse. Tres días después debutó como titular en Mestalla en la primera jornada de la Liga de Campeones frente al Zenit, con peor fortuna al caer derrotado el equipo por 2-3, pero en los siguientes partidos volvió a ser el héroe del equipo realizando paradas espectaculares frente al Granada y al Olympique de Lyon.
Continuó con la titularidad mientras se alargaba la lesión de Ryan, y detuvo su primer penal en la 8.ª jornada al especialista del Málaga, Duda, jugada que el público de Mestalla celebró como si de un gol se tratase. La conexión entre Jaume y la grada era magnífica y, tras la salida de Yoel al Rayo y la recuperación de Ryan, siguió Jaume siendo el titular indiscutible y mejor jugador de la irregular campaña valencianista, salvando muchos puntos al equipo y llegando a ser a finales de noviembre el mejor portero de la Liga en porcentaje de paradas en aquel momento, por delante de Bravo. Inexplicablemente Nuno le quitó la titularidad en la 13.ª jornada en el Sánchez Pizjuán, pero el siguiente partido volvió al once frente al Barcelona con Voro en el banquillo. 
En la 15.ª jornada, en el debut liguero de Gary Neville, volvió a salvar al equipo, esta vez en Ipurúa, con grandes paradas y al final deteniendo su segundo penal de la temporada , y esta vez detuvo el lanzamiento al delantero Saúl Berjón. Al finalizar la primera vuelta, la LFP lo consideró el portero protagonista de todo el campeonato durante las primeras 19 jornadas, considerándolo uno de los porteros más prometedores de la liga y destacando sus brillantes actuaciones, sus reflejos y su capacidad para detener penales en momentos comprometidos. Aun así, tras la 19.ª jornada, la titularidad tanto en Liga como en Copa pasó a Maty Ryan por decisión de Gary Neville tras una floja actuación de Jaume en Anoeta, una decisión discutida aunque acompañada también de grandes actuaciones del portero australiano. Tras el mercado de invierno cambió su dorsal 24 por el 13 (que había dejado libre Yoel), ya que el 24 pasó a la nueva incorporación de Cheryshev. En la segunda vuelta de la temporada, con la recuperación del brasileño Diego Alves, no disputó ningún minuto hasta la última jornada contra la Real Sociedad en Mestalla y la vuelta de las semifinales de Copa, en ambos casos sin nada en juego. 
En verano de 2016 fue uno de los futbolistas que el club más utilizabá como imagen a nivel local e internacional, como demuestra su viaje a Singapur junto a otros compañeros, dando abiertamente su opinión sobre Lim. El club barajaba el posible traspaso de Diego Alves para mantener en la portería a Jaume y Ryan, pero finalmente el brasileño siguió en el equipo y fue el portero titular. A pesar de ello el club mostró su confianza en Jaume renovando de nuevo su contrato, esta vez hasta 2022, y el australiano Ryan, con además problemas físicos, pasó a ser el tercer portero y en el mercado de invierno salió cedido. El 28 de octubre hizo de anfitrión en Almenara en un encuentro entre siete jugadores de la plantilla, exfutbolistas y peñistas con niños y vecinos de la localidad. En liga fue suplente de Alves para todos los técnicos durante la temporada, y fue el portero titular en las dos eliminatorias de Copa.

#### Capitanía y la Copa
En la temporada 2017-18 el club incorporó al brasileño Neto y traspasó a Alves, Ryan y Sivera, con lo que Jaume se quedó como segundo portero para el técnico Marcelino García Toral y siendo uno de los capitanes de la plantilla tras Parejo, Rodrigo y Gayà. Disputó solo un partido de liga pero todas las eliminatorias de la Copa del Rey hasta las semifinales, siendo capitán del equipo en los últimos minutos del partido de vuelta frente al Real Zaragoza y en los dos encuentros frente a Las Palmas. Fue el protagonista en la decisiva eliminatoria de cuartos de final frente al Deportivo Alavés, que se decidió en la tanda de penales y logró detener dos disparos.
La temporada 2018-19 fue muy especial para Jaume. Siguió siendo el portero suplente de Neto pero fue el titular en todos los partidos de la Copa del Rey, llegando incluso hasta la final en la que el equipo se proclamó campeón del torneo el 25 de mayo de 2019 en el estadio Benito Villamarín, logrando así su primer título ganando 2-1 al Barcelona. Además se confirmó como uno de los pesos pesados de la plantilla siendo por ejemplo el representante de los jugadores en actos del centenario del club como la marcha que tuvo lugar el 18 de marzo de 2019.

#### Titularidad y mayor peso en el vestuario
Los problemas de Neto con el técnico Marcelino hicieron que el brasileño fuese traspasado y llegase el holandés Cillessen con la presumible titularidad. Con Albert Celades de técnico en la temporada 2019-20 parte como suplente, pero los problemas físicos de Cillessen le dan opción de jugar a principios de diciembre, y se alzó con la titularidad incluso tras la recuperación del holandés, pasando a ser titular durante nueve jornadas consecutivas, participando también en la Supercopa, y en la Copa, siendo el salvador del equipo de nuevo en una tanda de penaltis. También participó en dos partidos de Champions, lo que supuso un total de 21 partidos disputados a lo largo de la temporada, una cifra muy cercana a los 24 encuentros que disputó en su temporada de debut 2015-16. 
La 2020-21 fue una temporada en la que el club necesitaba traspasar a los futbolistas con mayor peso económico en la plantilla y uno de ellos era Cillessen, que además no había mostrado su mejor versión en Valencia, pero finalmente el neerlandés siguió en el equipo pero sin contar demasiado para el técnico Javi Gracia, con lo que Jaume se hizo con la titularidad indiscutible para el entrenador. Además los traspasos de Parejo, Rodrigo y Kondogbia, tres de los capitanes, hicieron al portero convertirse en el 2.º capitán del equipo por detrás de José Luis Gayà. Tras dos meses de titulariad de Jaume hubo dudas entre la afición y la prensa sobre la idoneidad de la titularidad de Jaume, pero justo cuando Cillessen iba a tener su oportunidad sufrió una grave lesión, lo cual hizo mantener la titularidad a Jaume en todos los encuentros y empezar a salvar el resultado en varios encuentros con sus paradas. Llegó a participar en un total de 27 partidos, por tanto se convirtió en la temporada en la que más partidos disputó con el equipo.
En la temporada 2021-22, a las órdenes del técnico José Bordalás, llegó a la plantilla un joven portero que llegaba para el equipo filial, Giorgi Mamardashvili, pero sorprendió a todos con su magnífico rendimiento y se quedó en el primer equipo disputando la titularidad a Cillessen. Jaume siguió siendo uno de los capitanes junto a Gayà y Carlos Soler, pero solo disputó las cinco primeras eliminatorias de la Copa del Rey. En semifinales y la posterior final el elegido como titular fue Mamardashvili. En Liga tuvo poca participación, pero sustituyó a Cillessen en una nueva lesión en el 18' de un encuentro frente al Sevilla.

#### Lesión y renovación
Tras la salida de Cillessen la temporada 2022-23 arrancó con Jaume siendo suplente de Mamardashvili en las cuatro primeras jornadas, pero lo peor llegó cuando en un entrenamiento el 7 de septiembre de 2022 se lesionó de gravedad al romperse el ligamento cruzado anterior de su rodilla derecha. Esto le hacía perder la posibilidad de participar en prácticamente cualquier encuentro de la temporada, por lo que el club acordó dar de baja su ficha y firmar al veterano guardameta Iago Herrerín para que ocupase su ficha. Aunque era su último año de contrato el club decidió premiar su compromiso y amplió su contrato una temporada más a pesar de su grave lesión.En 2024 lo renovaron otro año más, hasta 2025.
Al finalizar la temporada 2024-25 dejó el club tras diez años formando parte del primer equipo.

## Estadísticas

### Clubes
Actualizado al último partido disputado el 5 de mayo de 2024.
| Club                            | Div.          | Temporada     | Liga  | Liga  | Copas nacionales | Copas nacionales | Copas internacionales | Copas internacionales | Total | Total |
| Club                            | Div.          | Temporada     | Part. | Goles | Part.            | Goles            | Part.                 | Goles                 | Part. | Goles |
| ------------------------------- | ------------- | ------------- | ----- | ----- | ---------------- | ---------------- | --------------------- | --------------------- | ----- | ----- |
| C. D. Onda · España             |               |               |       |       |                  |                  |                       |                       |       |       |
| 3.ª                             | 2009-10       | 33            | 0     | 0     | 0                | ―                | ―                     | 33                    | 0     |       |
| Total club                      | Total club    | 33            | 0     | 0     | 0                | 0                | 0                     | 33                    | 0     |       |
| Villarreal C. F. "C" · España   |               |               |       |       |                  |                  |                       |                       |       |       |
| 3.ª                             | 2010-11       | 0             | 0     | ―     | ―                | ―                | ―                     | 0                     | 0     |       |
| 3.ª                             | 2011-12       | 15            | 0     | ―     | ―                | ―                | ―                     | 15                    | 0     |       |
| Total club                      | Total club    | 15            | 0     | 0     | 0                | 0                | 0                     | 15                    | 0     |       |
| El Palo F. C. · España          |               |               |       |       |                  |                  |                       |                       |       |       |
| 3.ª                             | 2012-13       | 12            | 0     | 0     | 0                | 0                | 0                     | 12                    | 0     |       |
| Total club                      | Total club    | 12            | 0     | 0     | 0                | 0                | 0                     | 12                    | 0     |       |
| Huracán Valencia C. F. · España |               |               |       |       |                  |                  |                       |                       |       |       |
| 2.ª B                           | 2013          | 2             | 0     | ―     | ―                | ―                | ―                     | 2                     | 0     |       |
| Total club                      | Total club    | 2             | 0     | 0     | 0                | 0                | 0                     | 2                     | 0     |       |
| Valencia C. F. M. · España      |               |               |       |       |                  |                  |                       |                       |       |       |
| 2.ª B                           | 2013-14       | 27            | 0     | ―     | ―                | ―                | ―                     | 27                    | 0     |       |
| 2.ª B                           | 2014-15       | 26            | 0     | ―     | ―                | ―                | ―                     | 26                    | 0     |       |
| Total club                      | Total club    | 53            | 0     | 0     | 0                | 0                | 0                     | 53                    | 0     |       |
| Valencia C. F. · España         |               |               |       |       |                  |                  |                       |                       |       |       |
| 1.ª                             | 2015-16       | 17            | 0     | 1     | 0                | 6                | 0                     | 24                    | 0     |       |
| 1.ª                             | 2016-17       | 3             | 0     | 4     | 0                | ―                | ―                     | 7                     | 0     |       |
| 1.ª                             | 2017-18       | 5             | 0     | 8     | 0                | ―                | ―                     | 13                    | 0     |       |
| 1.ª                             | 2018-19       | 4             | 0     | 9     | 0                | 1                | 0                     | 14                    | 0     |       |
| 1.ª                             | 2019-20       | 15            | 0     | 3     | 0                | 2                | 0                     | 21                    | 0     |       |
| 1.ª                             | 2020-21       | 28            | 0     | 0     | 0                | ―                | ―                     | 28                    | 0     |       |
| 1.ª                             | 2021-22       | 4             | 0     | 5     | 0                | ―                | ―                     | 9                     | 0     |       |
| 1.ª                             | 2022-23       | ―             | ―     | ―     | ―                | ―                | ―                     | 0                     | 0     |       |
| 1.ª                             | 2023-24       | 2             | 0     | 2     | 0                | ―                | ―                     | 2                     | 0     |       |
| 1.ª                             | 2024-25       | ―             | ―     | ―     | ―                | ―                | ―                     | ―                     | ―     |       |
| Total club                      | Total club    | 78            | 0     | 32    | 0                | 9                | 0                     | 120                   | 0     |       |
| Total carrera                   | Total carrera | Total carrera | 193   | 0     | 32               | 0                | 9                     | 0                     | 235   | 0     |

## Palmarés

### Títulos nacionales
| Título                     | Club           | País   | Año     |
| -------------------------- | -------------- | ------ | ------- |
| Tercera División de España | C. D. El Palo  | España | 2012-13 |
| Copa del Rey               | Valencia C. F. | España | 2018-19 |